# Константин Палеолог (син на Андроник II)
Константин Палеолог (на гръцки: Κωνσταντῖνος Δούκας Κομνηνός Παλαιολόγος или Константин Дука Комнин Палеолог) е византийски принц – втори син на византийския император Андроник II Палеолог (упр. 1282 – 1328) и първата му съпруга Анна (1260 – 1281), дъщеря на унгарския крал Ищван V.
Брат е на Михаил IX Палеолог (1277 – 1320), който от 1294 г. е съимператор заедно с баща си.
През 1294 г. Константин получава титлата деспот. На 22 май 1295 г. се жени за първата си съпруга Евдокия Музалонина, дъщеря на протовестарий Теодор Музалон и жена от фамилията Кантакузини‎. Втори път той се жени за Евдокия Неокесаритиса, от която има една дъщеря Евдокия Палеологина, омъжена за Димитър Цамблак, велик стратопедарх.
Той имал любовница на име Катара, която била слугиня при втората му съпруга. От нея има незаконен син Михаил Катарос.
През юли 1305 г. участва в битката при Апрос в Тракия срещу Каталанската компания. През 1319 г. е управител на Авлона, а през 1321 – 1322 г. – управител на Солун. Участва в Гражданската война във Византия (1321 – 1328) и е затворен от Андроник III в Димотика. Константин става монах с името Калист. Умира през 1334/1335 г.